# پشم شیشه

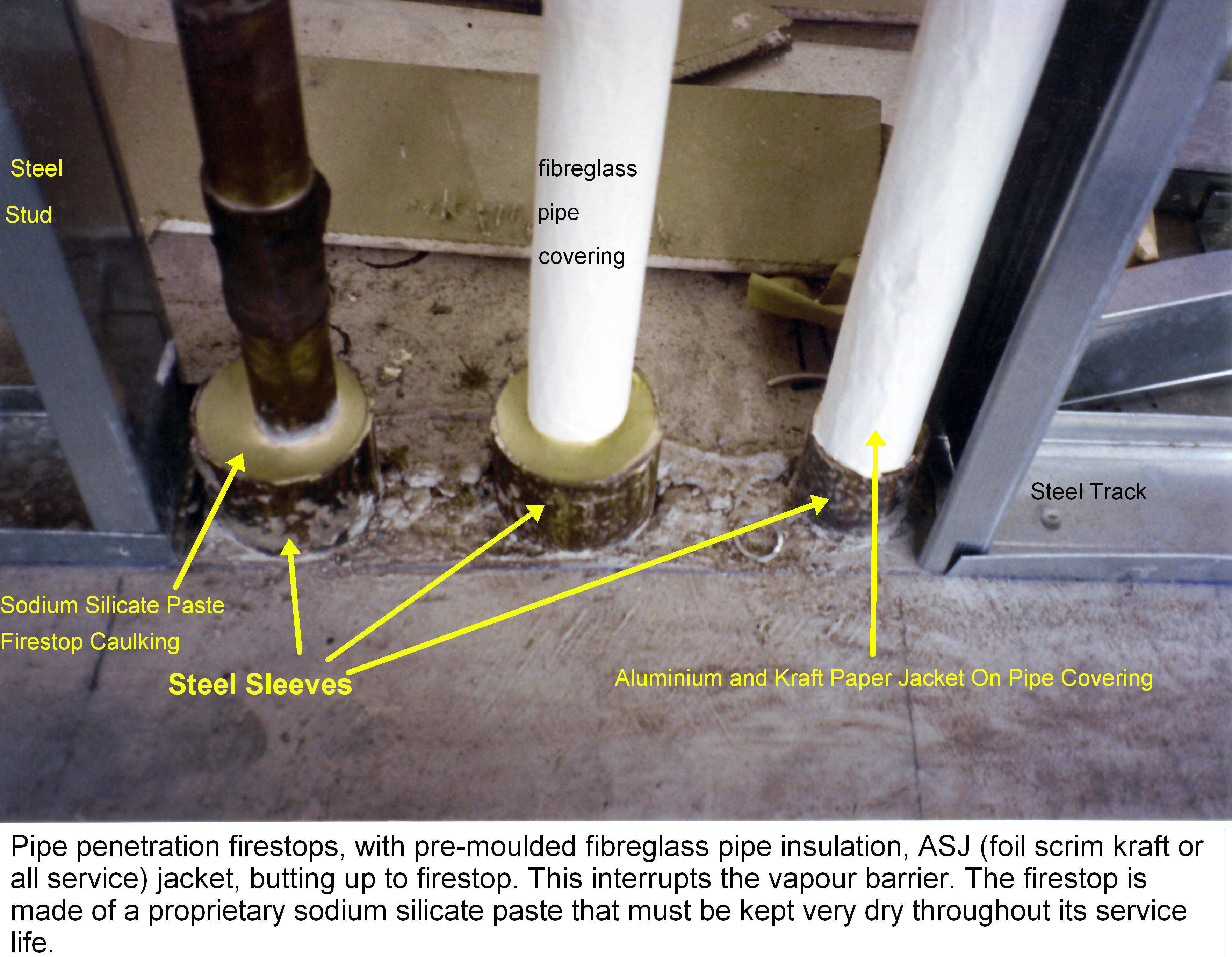
لوله‌های عایق‌شده با پشم شیشه

پشم شیشه ماده‌ای است مرکب از الیاف بسیار نازک شیشه که در موارد گوناگون، ازجمله به عنوان عایق مورد استفاده است.
اصطلاح فایبرگلاس در ایران معمولاً به کامپوزیت حاصل از مخلوط پشم شیشه و لاستیک اشاره دارد.
به پارچه‌ای که در دوختن عایق حرارتی(Insulation) لباس‌ها مانند کاپشن‌های زمستانی یا لحاف(Quilt) استفاده می‌شود که بیشتر از جنس پلی‌استر است نیز در ایران پشم شیشه گفته می‌شود که در زبان انگلیسی به پشم لحاف(Quilt Batting) معروف است که نوع پفی یا فشرده دارد که نوع فشرده آن در فیلترها استفاده می‌شود. 

## موارد استفاده

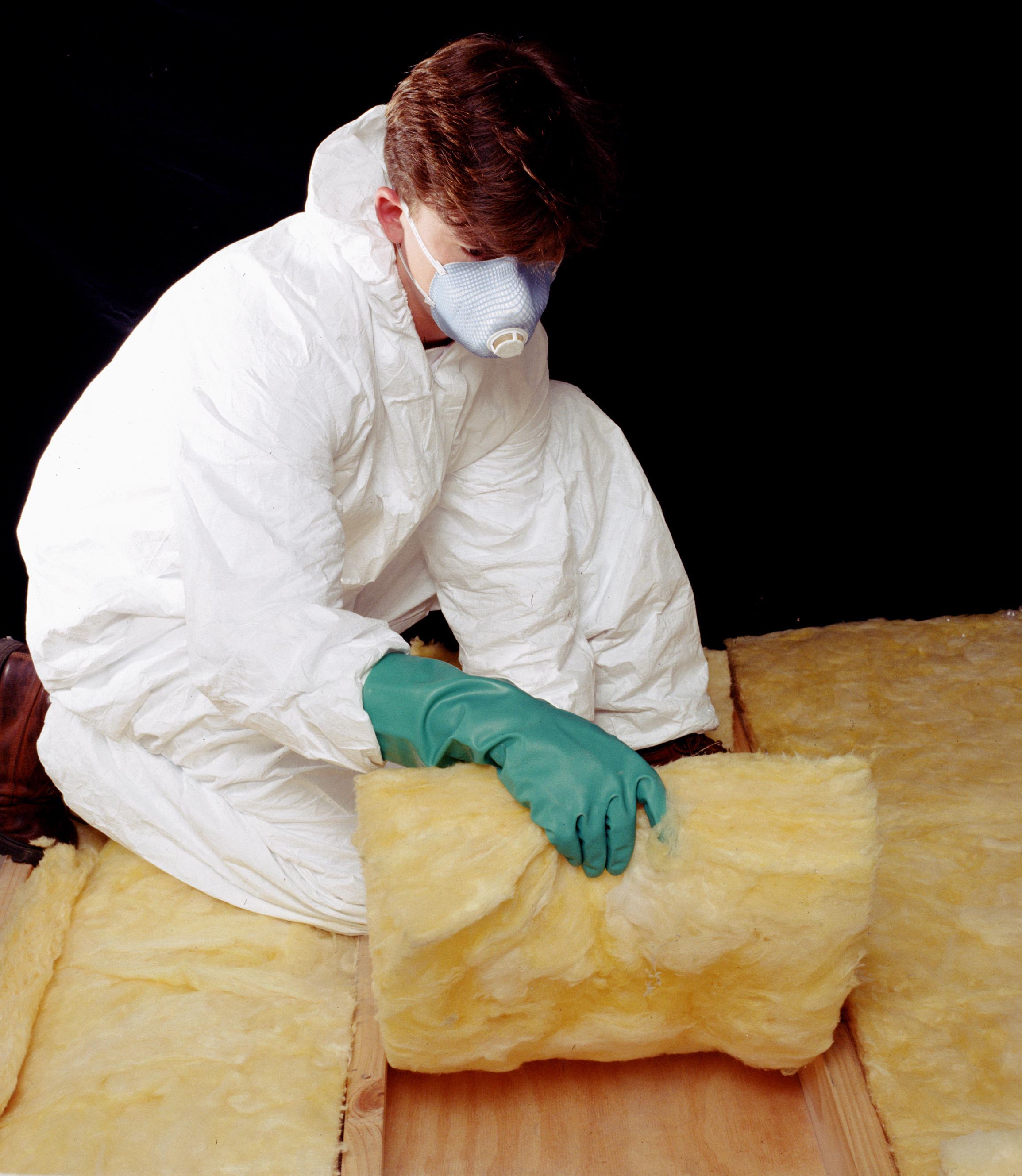
نصب عایق های عایق در فضای پشت بام. اعتبار عکس: تریسی نیکولز

برای محصولاتی که نیاز به عایق حرارتی دارند یا در مواردی که به ماده‌ای مستحکم و مقاوم در برابر خوردگی نیاز است، از فایبرگلاس استفاده می‌شود. از فایبرگلاس برای ساخت لوله‌ها با مشخصات مختلف از نظر مکانیکی و هیدرولیکی برای انتقال سیالات و… در اکثر پروژه‌های بزرگ مانند خطوط انتقال نفت، خطوط فرآیند صنایع و پتروشیمی، تولید ساندویچ پانل پشم شیشه، انتقال آب و فاضلاب شهری و ایجاد تونل‌های شهری استفاده می‌شود. همچنین از الیاف شیشه در ساخت ورق‌های فایبرگلاس نیز استفاده می‌شود.
بیشترین مصرف الیاف شیشه در ایران برای ورق‌سازی و ساخت قطعات صنعتی است.

## فرایند تولید
شن و ماسه طبیعی و شیشه بازیافتی مخلوط شده و تا دمای ۱۴۵۰ درجه سانتیگراد حرارت داده می‌شود تا شیشه تولید شود. فایبرگلاس معمولاً با روشی شبیه به ساختن آب نبات تولید می‌شود که با فشار دادن آن به شبکه ریز توسط نیروی گریز از مرکز و خنک شدن در تماس با هوا انجام می‌شود. چسبندگی و استحکام مکانیکی با حضور ماده چسبنده ای به دست می‌آید که الیاف را به هم متصل می‌کند. در هر تقاطع فیبر یک قطره چسب قرار می‌گیرد. سپس فیبر تا حدود ۲۰۰ درجه سانتیگراد حرارت داده می‌شود تا رزین پلیمریزه شود و برای ایجاد استحکام و پایداری به آن کالندر می‌شود. در نهایت، عایق پشم شیشه برش داده می‌شود و به صورت رول یا پانل بسته‌بندی می‌شود.

## تحقیقات نانو
با استفاده از آب امولسیون‌های سیلیکونی برای آب‌گریز و ضد گرد غبار نمودن با فرمول شیمیایی اولیگو دی متیل هیدرو سیلوکسان می‌توان به خاصیت مقاوم در برابر پودر شدن، افزایش مقاومت برگشت‌پذیری و عدم جذب آب اشاره نمود.

## مواد تشکیل دهنده پشم شیشه
پشم شیشه با داشتن وزن سبک و انعطاف‌پذیری بالا یکی از قدیمی‌ترین و پراستفاده‌ترین عایق‌های حرارتی و صوتی در دنیای عایق است که باعث کاهش مصرف بین ۲۰٪ تا ۳۰٪ در کف و دیوارهای خارجی می‌شود. پشم شیشه در انواع مختلف رولی (پتویی)، تخته ای (پانلی) و لوله ای تولید و به بازار عرضه می‌شود.
روش مدرن تولید پشم شیشه در سال ۱۹۳۳ توسط جیمز اسلیتر در شرکت پشم شیشه اویون-ایلینوی (تولدو، اوهایو) ابداع شد. مواد اولیه تشکیل‌دهنده عایق پشم شیشه عبارت از ۴۴٪ سیلیس، ۱۸٪ کربنات سدیم، ۱۲٪ فلدسپات، ۱۱٪ دولومیت، ۴٪ سنگ آهک، ۳٪ باماریم و ۱٪ سولفات سدیم هستند و پشم شیشه از ترکیب این مواد ساخته می‌شود همچنین میزان خلوص این مواد اولیه تأثیر بسزایی در کیفیت پشم شیشه دارد.

## مشکلات سلامتی و آلودگی
فایبرگلاس چشم، پوست و سیستم تنفسی را تحریک می‌کند. علائم آن شامل سوزش چشم، پوست، بینی و گلو، تنگی نفس (سختی در تنفس)، گلودرد، گرفتگی صدا و سرفه است. پشم‌شیشه مورد استفاده برای عایق بندی باعث ایجاد بیماری در انسان می‌شود که شبیه آزبستوز است. شواهد علمی نشان می‌دهد که تولید، نصب و استفاده از فایبرگلاس در صورت رعایت اقدامات توصیه‌شده برای کاهش تحریک مکانیکی موقت، ایمن است. متأسفانه این شیوه‌های کاری همیشه رعایت نمی‌شوند و به گفته انجمن ریه کشور آمریکا، عایق فایبرگلاس هرگز نباید در معرض دید و دسترس قرار گیرد.
در سال ۲۰۱۱ میلادی، برنامه ملی سم‌شناسی ایالات متحده (NTP) از گزارش خود در مورد مواد سرطان زا، تمام پشم‌های شیشه ای محلول زیستی را که در عایق‌های خانه و ساختمان و برای محصولات غیر عایق استفاده می‌شد، حذف کرد. به‌طور مشابه، دفتر ارزیابی خطرات بهداشت محیطی کالیفرنیا ("OEHHA")، در نوامبر ۲۰۱۱ میلادی، اصلاحیه ای را در فهرست پیشنهادی خود منتشر کرد که فقط شامل "الیاف پشم شیشه (قابل استنشاق و مقاوم به زیست‌محیطی) است. تمام عایق‌های پشم‌شیشه که معمولاً برای عایق حرارتی و صوتی استفاده می شوند، توسط آژانس بین‌المللی تحقیقات سرطان (IARC) در اکتبر ۲۰۰۱ میلادی به عنوان سرطان زایی برای انسان (گروه ۳) طبقه‌بندی شد.
اگر کپک در عایق پشم‌شیشه یا روی آن دیده شود، به احتمال زیاد بایندر قالب شده‌است، زیرا چسب‌ها اغلب آلی هستند و رطوبت بیشتری نسبت به پشم شیشه دارند. در آزمایشات، پشم شیشه در برابر رشد کپک بسیار مقاوم بود. فقط شرایط استثنایی باعث رشد کپک می‌شود: رطوبت نسبی بسیار بالا، ۹۶ درصد و بالاتر، یا پشم شیشه اشباع، اگرچه شیشه پشمی اشباع فقط رشد متوسطی خواهد داشت.